# Cimetière militaire russe de Cambrai
Le cimetière russe de Cambrai est un cimetière militaire de la Première Guerre mondiale situé à l'intérieur du cimetière militaire allemand sur le territoire de la commune de Cambrai dans le département du Nord.

## Historique
À la suite d'une demande du gouvernement français qui propose à l’Empire russe du matériel de guerre contre l’envoi d’hommes en France, l’état-major russe forme en janvier 1916 la 1re brigade spéciale d’infanterie. Par voie ferrée les 8 942 hommes rejoignent Dalian, sur le golfe de Corée, où ils montent à bord de navires français qui les emmènent à Marseille qu’ils atteignent le 16 avril 1916. Après quelques semaines d'instructions, les soldats russes combattent dans divers secteurs du front.

## Caractéristique
Les plupart des 192 soldats russes inhumés dans ce cimetière par les Allemands au milieu des leurs sont tombés à la Bataille de Cambrai du 20 novembre au 3 décembre 1917. Chaque croix en pierre comporte l'identité des soldats.  

## Galerie

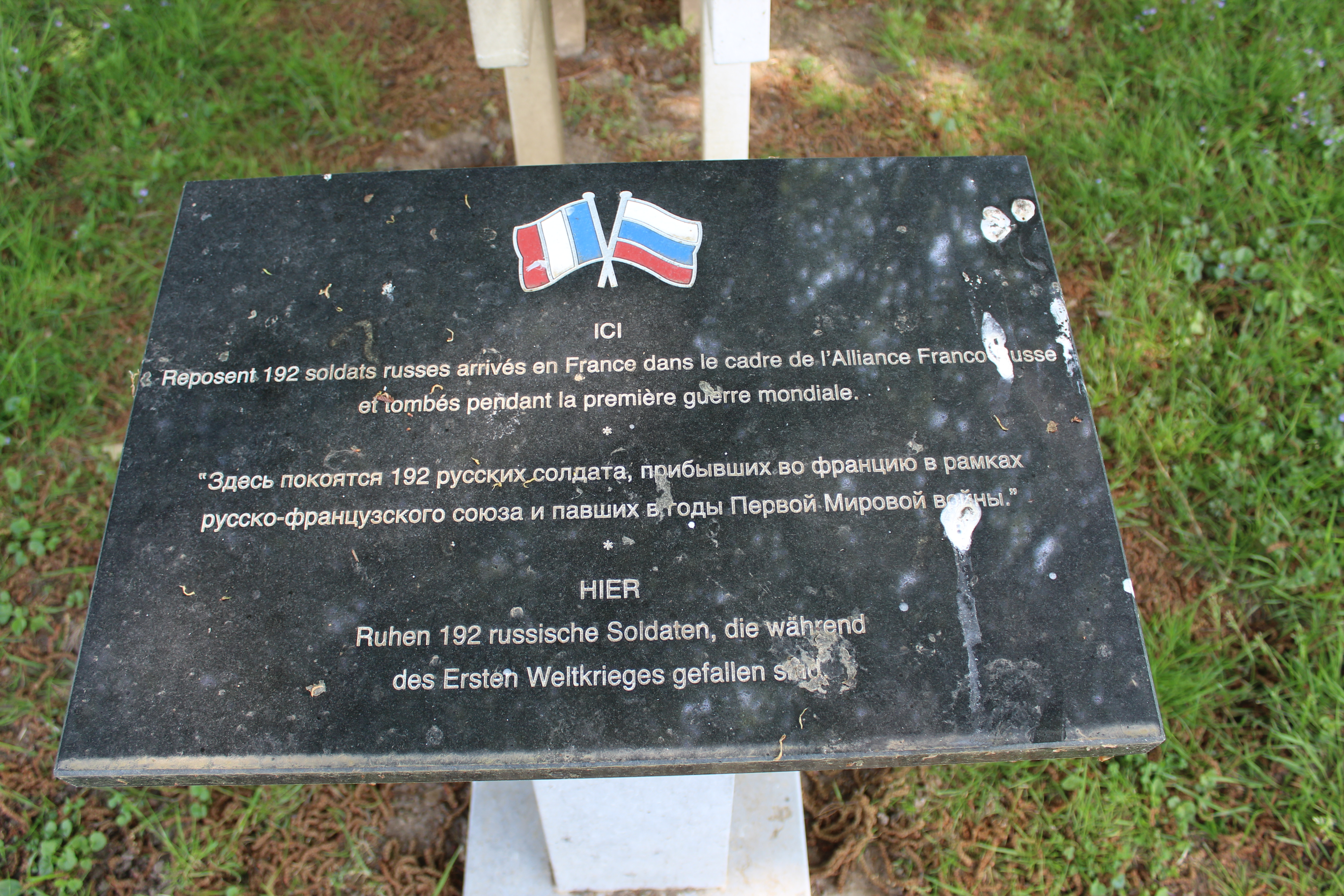
Ici reposent 192 soldats russes arrivés en France dans le cadre de l'Alliance franco-russe.
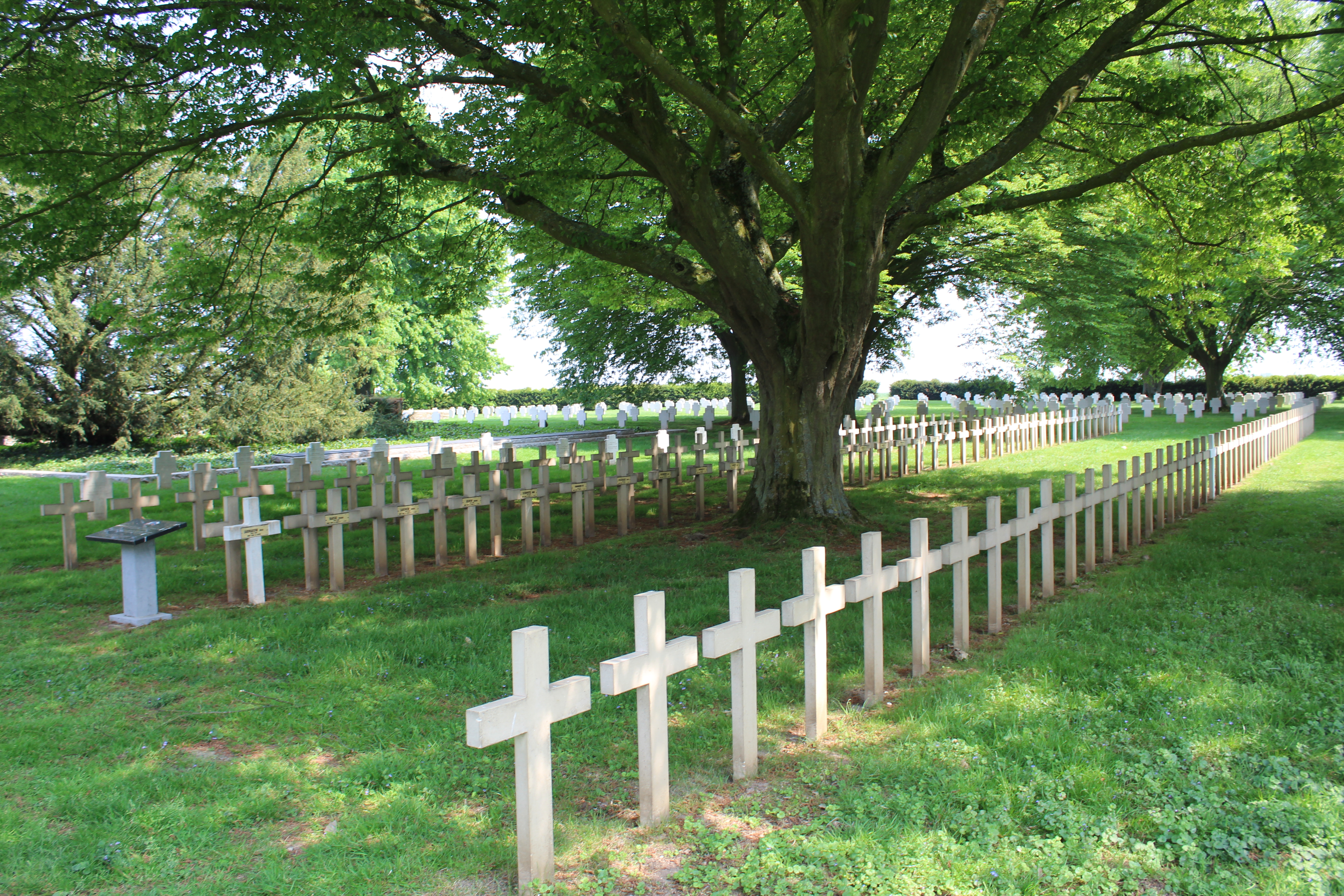
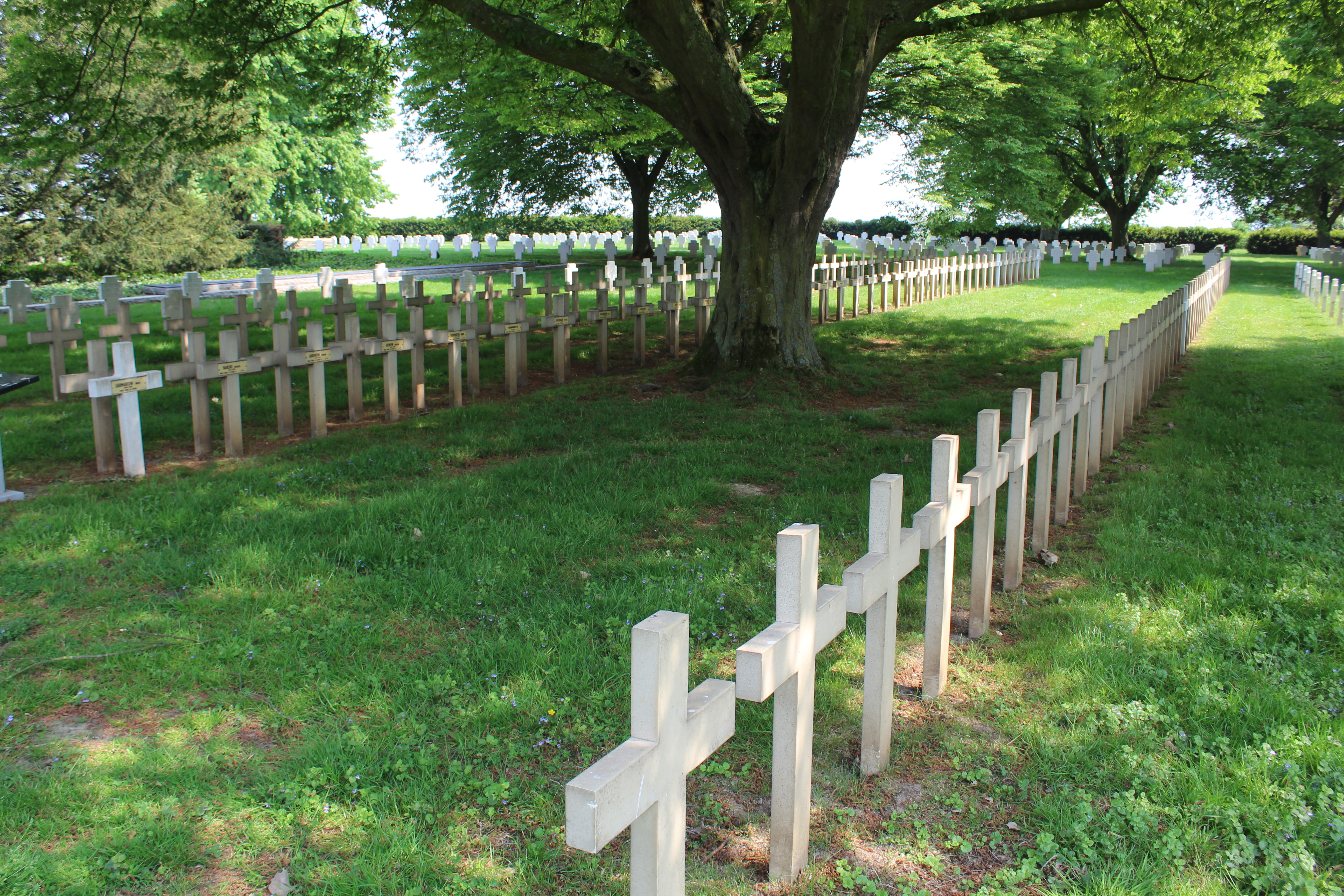
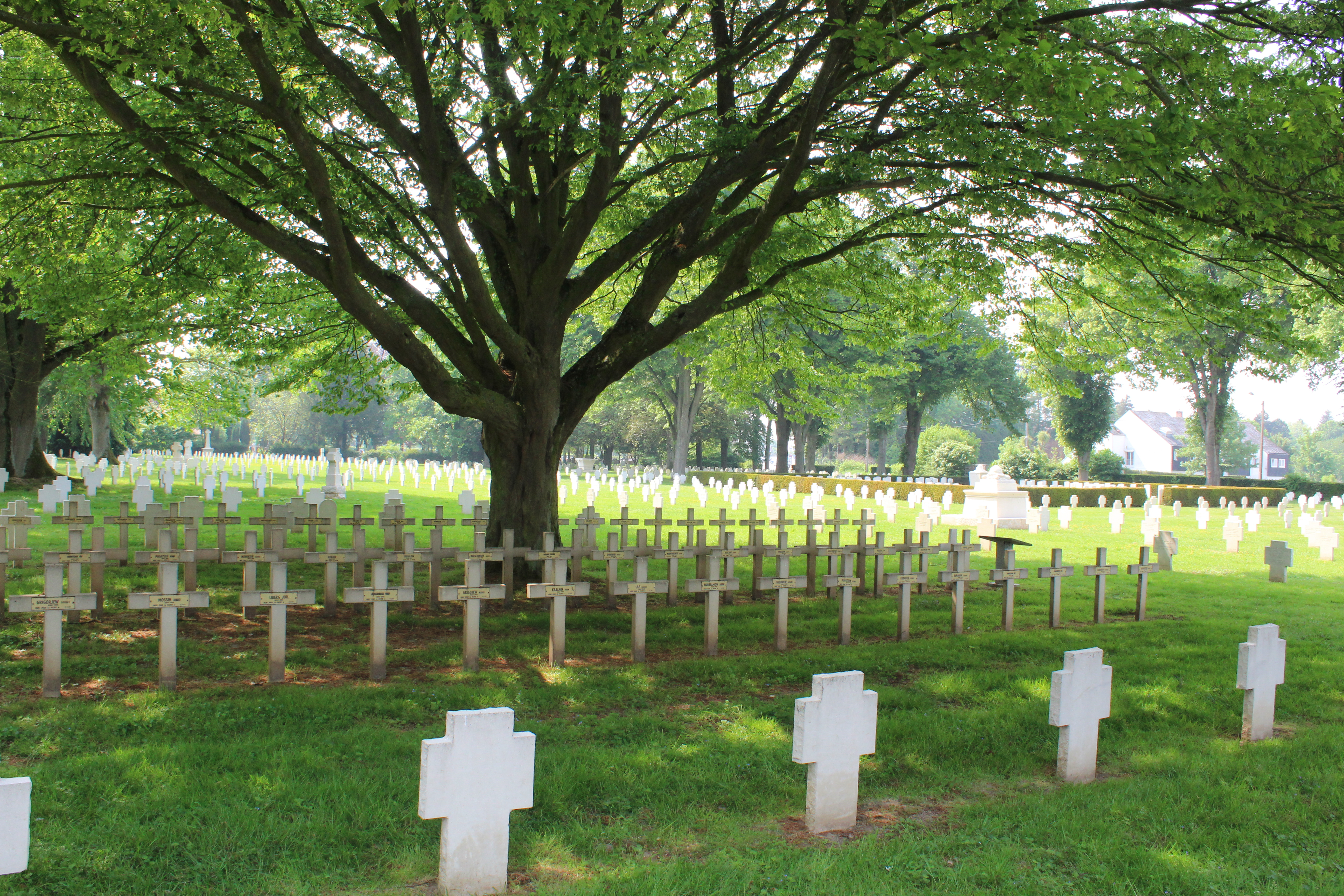
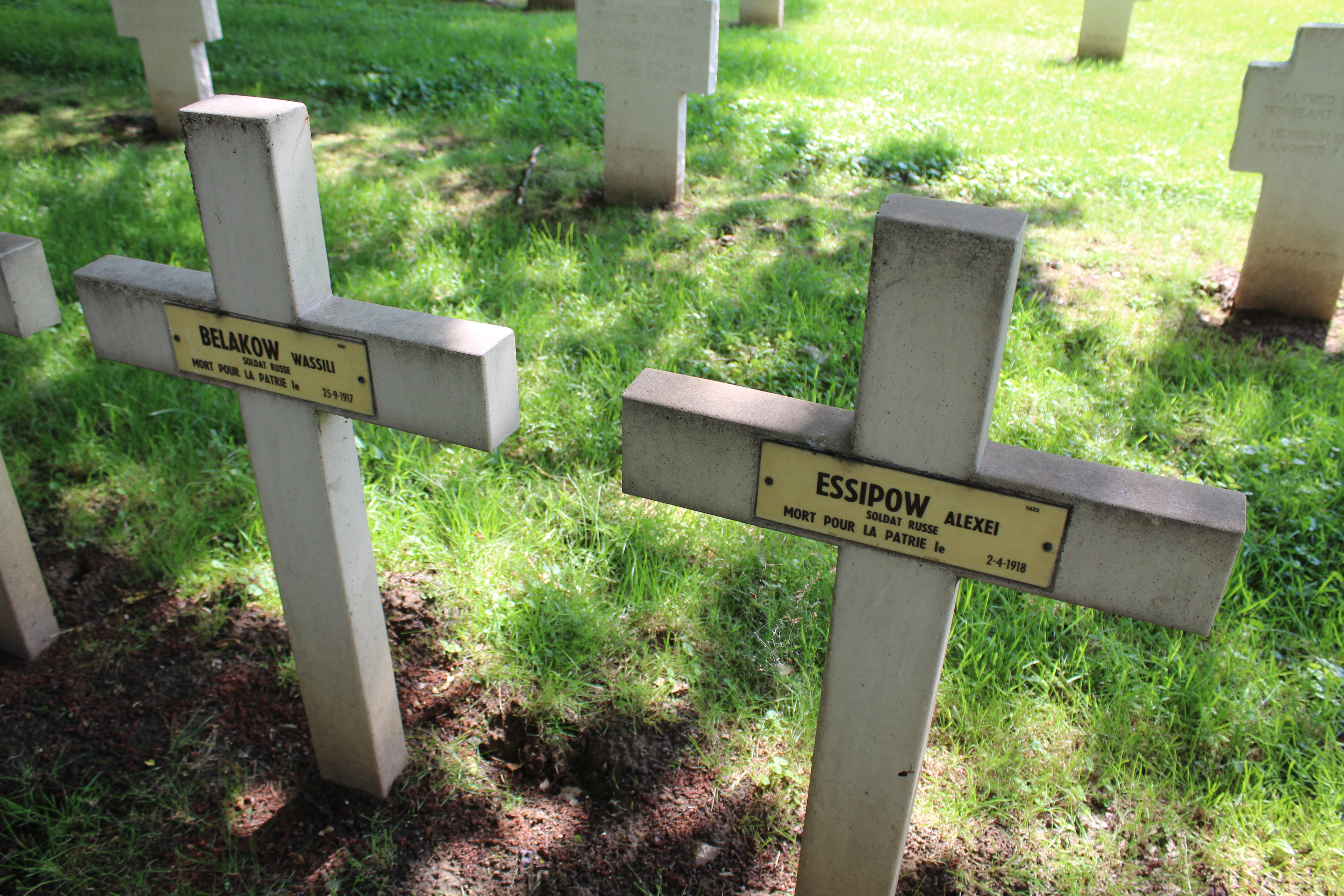

## Sépultures
| Pays         | Sépultures |
| ------------ | ---------- |
| Empire russe | 192        |